# Zbór Kościoła Adwentystów Dnia Siódmego w Markowej
Zbór Kościoła Adwentystów Dnia Siódmego w Markowej – zbór adwentystyczny w Markowej, należący do okręgu wschodniego diecezji południowej Kościoła Adwentystów Dnia Siódmego w RP.
Pastorem zboru jest kazn. Wasyl Bostan. Nabożeństwa odbywają się w kościele w Markowej pod numerem 553 każdej soboty o godz. 9.30.